# Leadless chip carrier
Leadless chip carrier (от английски: корпус за интегрални схеми без пинове), съкратено LCC, e начин на изпълнение на интегрални схеми, при който контактните изводи (пиновете) не стърчат, а са закръглени по ръба на керамичния корпус. Интегралната схема не е свързана със спойка към платката, а е поставена в гнездо (цокъл), от което може да се демонтира сравнително бързо при нужда.
Предимството на това изпълнение е по-лесният монтаж и демонтаж на интегралната схема към гнездото в случай на нужда, например подмяна на схемата при повреда. Самото гнездо се монтира еднократно чрез запояване към платката.
Недостатък на това изпълнение са паразитните капацитети между контактните изводи на интегралната схема и гнездото, които оказват по-голямо влияние при по-високочестотни сигнали. Поради това тази технология не се използва при интегрални схеми, работещи с високоскоростни интерфейси, каквито са съвременните микропроцесори за персонални компютри, а се използва свързване чрез ножово съединение.